# Hanguana
Hanguana és l'únic gènere de la família monotípica de les hanguanàcies (Hanguanaceae ), una família monotípica de plantes angiospermes de l'ordre de les commelinals (Commelinales), dins del clade de les commelínides, un subclade de les monocotiledònies. Són plantes natives de Sri Lanka, el sud-est d'Àsia, Nova Guinea, Palau i el nord d'Austràlia.

## Descripció
Són plantes herbàcies, les fulles, peciolades, son linears o lanceolades i es disposen en espiral. Les flors són unisexuals, són plantes dioiques, actinomorfes (radialment simètriques) i s'agrupen en inflorescències panículades o verticil·lades. A les flors masculines, l'androceu és format per sis estams i tenen un ovari rudimentari. A les flors femenines, el gineceu és format per un ovari trilocular, amb un òvul per lòcul, i sis estaminodis (estams rudimentaris i estèrils). El fruit és una baia amb una llavor.

## Taxonomia
Aquest gènere va ser publicat per primer cop l'any 1827 Enumeratio plantarum Javae et insularum adjacentium minus cognitarum vel novarum ex herbariis Reinwardtii, Kuhlii, Hasseltii et Blumii pel botànic alemany Carl Ludwig Blume (1796-1862).
La família de les hanguanàcies va ser descrita per primer cop l'any 1965 a la revista Kew Bulletin pel botànic anglès Herbert Kenneth Airy Shaw (1902-1985).

### Espècies

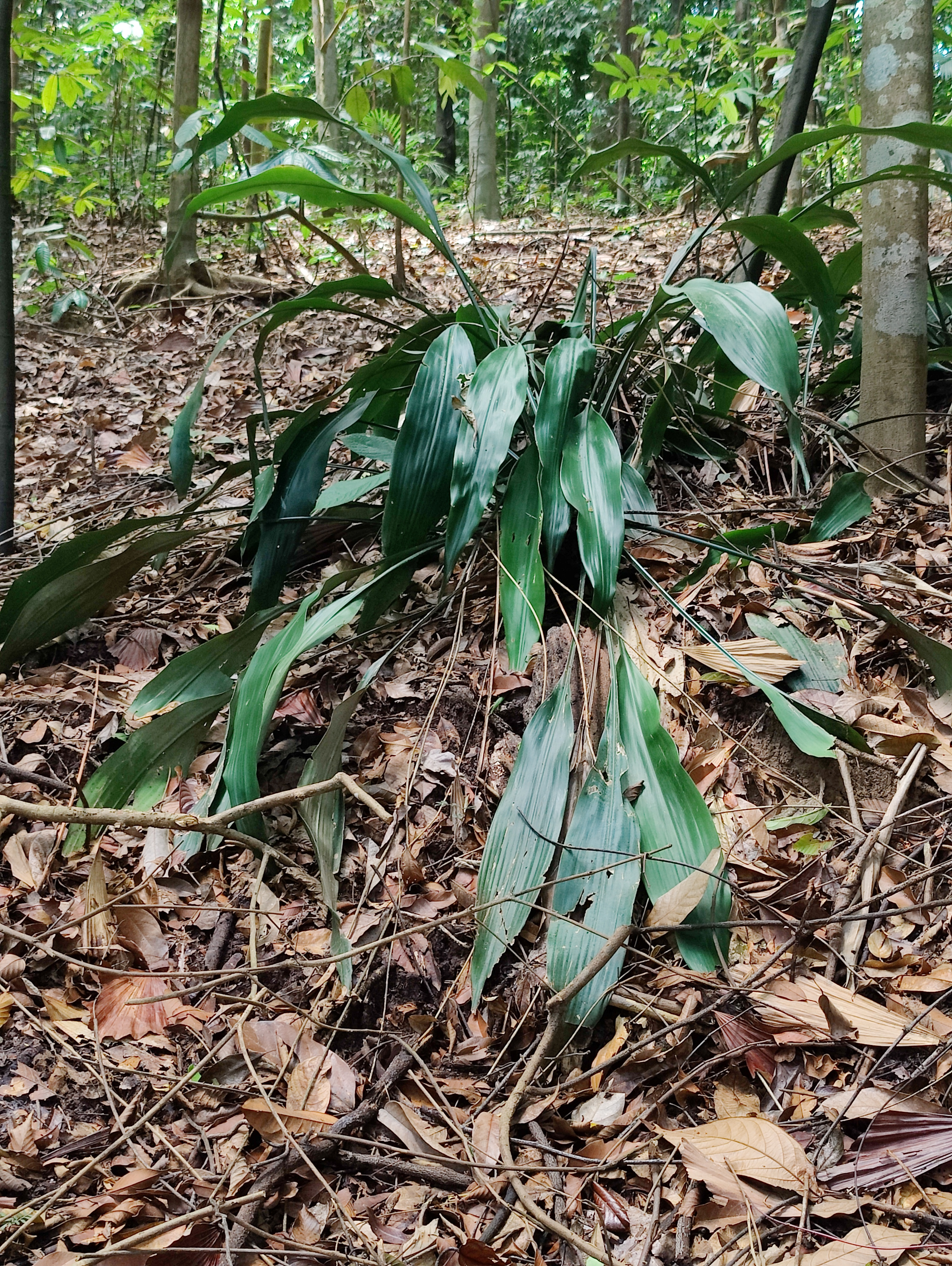
Hanguana rubinea, Reserva de Bukit Timah, Singapur

Dins d'aquest gènere es reconeixen les 20 espècies següents:
- Hanguana anthelminthica (Blume ex Schult. & Schult.f.) Masam.
- Hanguana bakoensis Siti Nurfazilah, Sofiman Othman & P.C.Boyce
- Hanguana bogneri Tillich & E.Sill
- Hanguana corneri Škorničk. & P.C.Boyce
- Hanguana deflexa Hrones & Dancák
- Hanguana exultans Siti Nurfazilah, Mohd Fahmi, Sofiman Othman & P.C.Boyce
- Hanguana fraseriana Škorničk. & Kiew
- Hanguana kassintu Blume
- Hanguana loi Mohd Fahmi, Sofiman Othman & P.C.Boyce
- Hanguana major Airy Shaw
- Hanguana malayana (Jack) Merr.
- Hanguana minor (Miq.) Škorničk. & Niissalo
- Hanguana neglecta Škorničk. & Niissalo
- Hanguana nitens Siti Nurfazilah, Mohd Fahmi, Sofiman Othman & P.C.Boyce
- Hanguana pantiensis Siti Nurfazilah, Mohd Fahmi, Sofiman Othman & P.C.Boyce
- Hanguana podzolicola Siti Nurfazilah, Mohd Fahmi, Sofiman Othman & P.C.Boyce
- Hanguana rubinea Škorničk. & P.C.Boyce
- Hanguana stenopoda Siti Nurfazilah, Mohd Fahmi, Sofiman Othman & P.C.Boyce
- Hanguana thailandica Wijedasa & Niissalo
- Hanguana triangulata Škorničk. & P.C.Boyce